# Saint-Mathieu (Plougonvelin)

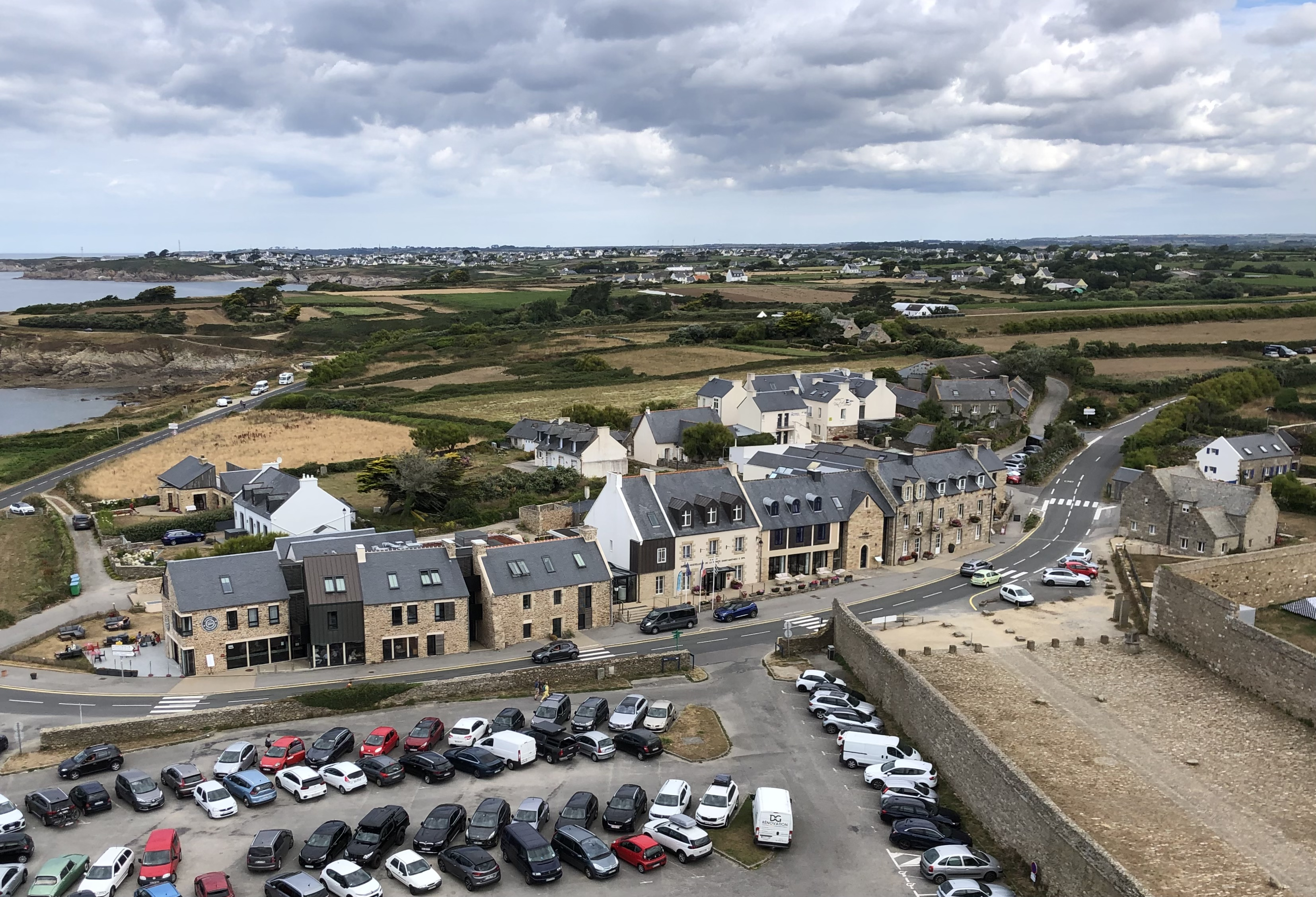
Blick vom Leuchtturm auf Saint-Mathieu, 2022

Saint-Mathieu ist ein Dorf in der Bretagne in Frankreich.

## Lage
Saint-Mathieu befindet sich im äußersten Westen der Bretagne am Kap Pointe Saint-Mathieu im Gebiet der Gemeinde Plougonvelin. Westlich erstreckt sich die zur Keltischen See gehörende Iroise, mit dem Seegebiet der Four-Passage, südlich und südöstlich liegt die Meerenge von Brest und die Bucht von Brest. Dort befinden sich auch die vorgelagerten Felsinseln Les Rospects. Durch den Ort führt die Landstraße D 85 vom nördlichen Le Conquet zum östlich gelegenen Hauptort der Gemeinde, Plougonvelin.

## Geschichte
Der Ort entstand im Umfeld der im 11. Jahrhundert gegründeten Abtei Saint-Mathieu de Fine-Terre und gewann einen städtischen Charakter. Saint-Mathieu verfügte im Mittelalter über 36 Straßen und wurde zur eigenständigen Pfarrei erhoben. Vermutlich wurde der Ort während eines englischen Überfalls im Jahr 1558 schwer zerstört. In der Folge ging der Status als Stadt verloren. 1774 wurden 25 Haushalte angegeben. Saint-Mathieu blieb jedoch Pfarrdorf, bis es im Zuge der Französischen Revolution auch diese Funktion verlor. Zugleich wurde auch die Abtei aufgegeben. 1861 wurde die zerstörte Dorfkirche als Kapelle Notre-Dame-de-Grâce wieder aufgebaut. Im Jahr 1875 wurde die Ruine der Abtei unter Denkmalschutz gestellt.

## Bauwerke

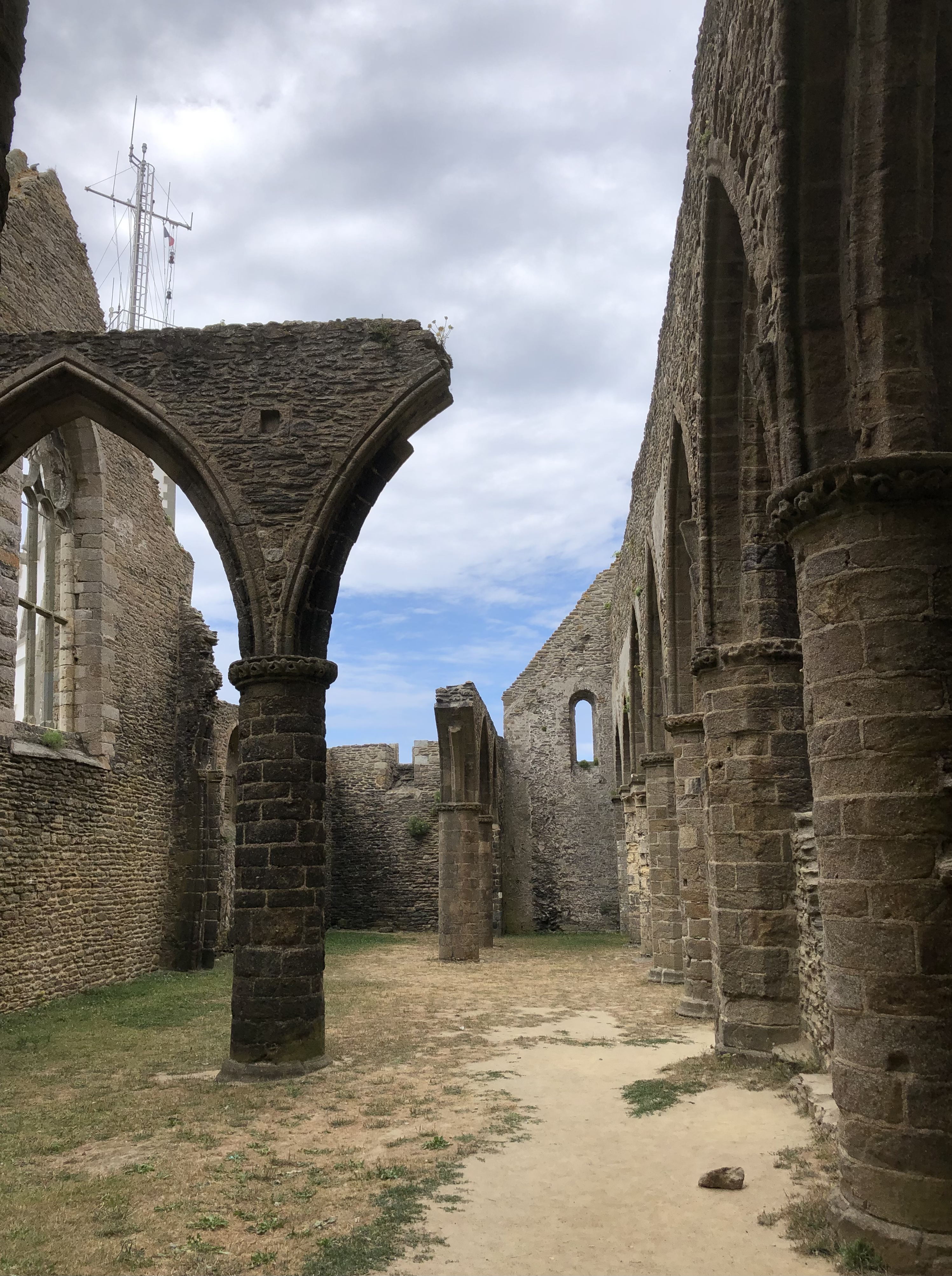
Ruine der Abtei, 2022

In der Ortslage befinden sich mehrere markante Bauten. Neben der Ruine der Abtei Saint-Mathieu de Fine-Terre stehen mit dem Leuchtturm Phare de Saint-Mathieu und dem Sémaphore de la Pointe Saint-Mathieu wichtige Seezeichen. Unweit der Abtei ist auch die als katholische Ortskirche genutzte Kapelle Notre-Dame-de-Grâce gelegen. Außerdem befindet sich im Ort, an der Spitze des Kaps, mit dem Nationalen Denkmal der für Frankreich gefallenen Seeleute eine Gedenkstätte der französischen Marine.

## Wirtschaft
Durch die markante Lage am Meer und das pittoreske Ensemble aus historischen Bauten und Seezeichen kommt dem Tourismus eine gesteigerte Bedeutung zu. Im Dorf bestehen mehrere Betriebe des Gastronomie- und Beherbergungsgewerbes.

## Legende
Einer Legende nach sollen Händler von León mit dem Leichnam des Apostels Matthäus am Kap Saint-Mathieu durch ein Wunder vor einem Schiffbruch gerettet worden sein. Die Benennung der Abtei und auch des Orts geht auf diese Legende zurück.